# Маю
Маю (порт. Maio, «май») — остров в составе республики Кабо-Верде. Население — 6952 человека.

## География
Площадь острова — 269 км². Имеет протяжённость 24 км в длину и 16 км в ширину. В последние годы здесь действует государственная программа возобновления лесов, но главной достопримечательностью Маю, как островов Сал и Боавишта, являются живописные песчаные пляжи.

## Геология
Остров Маю представляет собой древний вулкан, спящий в течение тысяч лет и подверженный ветровой эрозии. Вследствие мощного вулканического импульса, который поднял остров на поверхность океана, осадочные породы возрастом более 190 млн. лет также были вынесены наверх, и до сих пор различимы. Вулканологи считают, что Маю, скорее всего, самый древний остров архипелага.
В основании острова залегают верхнеюрские пилоу-лавы толеитовые базальты, перекрытые металлоносными осадками. Далее толща верхнеюрско-неокомских плитчатых известняков со стяжениями и прослойкой серых кремней. Они перекрыты апт-альбской толщей Мергелей. Следующей надстройкой является альб-сеноманская толща. Она маркирует начало подъема острова. Далее сформированы чередующиеся слои туфоалевролитов, туфопесчаников, туфогравелитов, мергелей и известняков, переходящие в туфы, агломератами и туфоконгломератами, которые формировались уже наземно.

## История
Маю был открыт одним из первых на архипелаге в 1460 году.
Население острова издавна занималось разведением коз и добычей соли, экспорт которой в Бразилию продолжался вплоть до конца XIX века.

## Административное деление
| Остров | Муниципалитет | Община               |
| ------ | ------------- | -------------------- |
| Маю    | Маю           | Носса-Сеньора-да-Луш |